# Lella Costa
Lella Costa, all'anagrafe Gabriella Costa (Milano, 30 settembre 1952), è un'attrice, comica, cabarettista, drammaturga, scrittrice, umorista e doppiatrice italiana, famosa soprattutto per i suoi monologhi teatrali.
Dopo aver conseguito la maturità al liceo ginnasio statale Giosuè Carducci, i suoi studi universitari in Lettere e il diploma all'Accademia dei Filodrammatici ha esordito con il suo primo monologo da attrice nel 1980.

## Biografia
Frequenta i corsi della neonata scuola teatrale milanese Quelli di Grock, fondata da Maurizio Nichetti. Nei primi anni di carriera si è cimentata con autori contemporanei (tra cui Renzo Rosso e Sławomir Mrożek), ha partecipato a trasmissioni radiofoniche e si è sempre di più avvicinata al cabaret. Nel marzo del 1987 esordisce con il primo spettacolo di cui è anche autrice, Adlib, cui seguirà Coincidenze. Con gli anni si è affermata come una delle attrici più caratteristiche della scena teatrale italiana con grandi apprezzamenti sia di critica sia di pubblico.
Dopo i primi successi ha cominciato a frequentare trasmissioni televisive, tra cui Ieri, Goggi e domani, Omnibus, La TV delle ragazze, Fate il vostro gioco, Ottantanonpiù ottanta, Il gioco dei 9 e Maurizio Costanzo Show, e ha partecipato ad alcuni film (Ladri di saponette, 1989, di Maurizio Nichetti; Visioni private, 1990, di Francesco Calogero). Nel febbraio del 1990 presenta il suo terzo monologo, Malsottile. Nel 1992 pubblica La daga nel loden, una raccolta dei testi degli spettacoli realizzati. Nello stesso anno va in scena con Due, unico caso in cui non si presenta da sola sulla scena.
È socialmente attiva con Emergency (per la quale ha offerto la sua voce per lo spot di PeaceReporter) e culturalmente con la partecipazione annuale al Festivaletteratura di Mantova. Nel 2007 partecipa come narratrice nel film cospirazionista Zero - Inchiesta sull'11 settembre dei registi Franco Fracassi e Francesco Trento, tratto da una sceneggiatura di Giulietto Chiesa. Durante il 2010 e il 2012 è apparsa in alcune puntate del programma televisivo Zelig. In occasione delle elezioni amministrative del comune di Milano del 2011 ha sostenuto attivamente il candidato del Centrosinistra, poi diventato sindaco del capoluogo lombardo Giuliano Pisapia. Nel 2012 è stata ospite fisso a L'infedele di Gad Lerner su LA7. È stata la voce narrante del documentario della Rai Amica di salvataggio, trasmesso su Rai 2, dedicato alla memoria della scrittrice Alessandra Appiano. Dal 2021 è direttrice artistica del Teatro Carcano di Milano, insieme a Serena Sinigaglia.

## Filmografia

### Cinema
- Ladri di saponette, regia di Maurizio Nichetti (1989)
- Visioni private, regia di Francesco Calogero (1990)
- 500!, regia di Giovanni Robbiano, Lorenzo Vignolo e Matteo Zingirian (2001)
- Zero - Inchiesta sull'11 settembre, regia di Franco Fracassi e Francesco Trento (2007)
- La donna della mia vita, regia di Luca Lucini (2010)
- Manuale d'amore 3, regia di Giovanni Veronesi (2011)

### Televisione
- Faceva parte del programma comico di Rai 3 La TV delle ragazze del 1988/1989.
- È stata conduttrice (moderatrice) della prima stagione di Amici nel 1992, un talk show andato in onda sulle reti Fininvest Canale 5 e Italia 1.
- Ha condotto insieme a Daniele Formica l'Oscar della Pubblicità, andato in onda su Italia 1 il 3 giugno 1992.
- È stata ospite nella puntata numero 18 di "Mai Dire Gol della Domenica" 1997-98.
- È stata anche nel programma comico televisivo Zelig come monologhista periodo 2010/2012 su Canale 5.
- Ha recitato nel documentario Quando c'era Silvio (2005).
- È stata ospite nella quinta puntata di "Sostiene Bollani" il 16 ottobre 2011.
- Nel 2012 è su LA7 con Gad Lerner nel programma L'infedele.
- Nel 2022 partecipa, come presenza fissa del programma, Dilemmi.

### Animazione
- La freccia azzurra (Voce della Befana)
- Terkel in Trouble (Voce di Beatrix)
- Lupo Alberto - 1ª serie (Voce di Marta)
- Magica magica Emi (Voce di Annie)

### Doppiaggio
- Ha doppiato vari personaggi nei telefilm: Mai dire sì / Remington Steele, Tre cuori in affitto, Newhart, Lois & Clark.
- Ha doppiato in Sentieri (Reva Shayne), Innamorarsi, Madri egoiste.
- Susana Vieira in Marina.

## Teatro
- Adlib (1987)
- Coincidenze (1988)
- Malsottile (1990)
- Due, abbiamo un'abitudine alla notte (1992)
- Magoni (1994)
- Stanca di guerra (1996)
- Un'altra storia (1998)
- Precise parole (2000)
- Traviata, l'intelligenza del cuore (2003), regia di Gabriele Vacis.
- Alice, una meraviglia di paese (2005)
- Sherazade (2005)
- Amleto (2007)
- Ragazze (2009)
- Arie (2013)
- Nuda Proprietà (2014)
- Human (2016)[6]
- La parola giusta (2019)
- La vedova Socrate, di Franca Valeri (2020)
- Intelletto d'amore, di Lella Costa e Gabriele Vacis, regia di Gabriele Vacis (2021)
- Se non posso ballare... non è la mia rivoluzione, di Lella Costa, Serena Dandini e Gabriele Scotti, regia di Serena Sinigaglia  (2020)
- Le Nostre Anime di Notte, regia di Serena Sinigaglia (2022)
- Otello, di precise parole si vive, regia di Gabriele Vacis (2024)

## Audiolibri
- Sherazade, con Arnoldo Foà, per la casa editrice Full Color Sound (2005)
- Donne dagli occhi grandi, dal romanzo di Ángeles Mastretta, per la casa editrice Full Color Sound (2007)
- Amélie Nothomb, Metafisica dei tubi, Voland, ISBN 9788862430166.
- Edith Wharton, L'età dell'innocenza, Feltrinelli Editore, 25 maggio 2017  [1920], ISBN 9788858829400.

## Libri
- La daga nel loden, Milano, Feltrinelli, 1992. ISBN 88-07-81189-8.
- Ciao, voialtri. Lettere a Lella Costa, Milano, Zelig, 1997. ISBN 88-86471-29-7.
- Che faccia fare, Milano, Feltrinelli, 1998. ISBN 88-07-81530-3.
- In tournée, Milano, Feltrinelli, 2002. ISBN 88-07-81717-9. Contiene i testi degli spettacoli 1987-2000.
- Leviamo le tendine, con Juliette Mai, in Principesse azzurre crescono. Racconti d'amore e di vita di donne tra donne, a cura di Delia Vaccarello, Milano, Oscar Mondadori, 2006. ISBN 88-04-55575-0.
- Lella Costa, Amleto, Alice e la Traviata, Milano, Feltrinelli, 2008, ISBN 9788807720673.
- Lella Costa, La sindrome di Gertrude. Quasi un'autobiografia, Andrea Càsoli, Milano, Rizzoli, 2009, ISBN 978-88-17-03407-4.
- Lella Costa, Come una specie di sorriso, Milano, Edizioni Piemme, 13 novembre 2012, ISBN 9788858507582.
- Lella Costa, Che bello essere noi, Milano, Edizioni Piemme, 11 novembre 2014, ISBN 9788858510698.
- Lella Costa, Ciò che possiamo fare, Solferino, 18 aprile 2019, ISBN 9788828202462.
- Lella Costa e Gabriele Vacis, Intelletto d'amore. Quattro donne e un poeta, Dante Alighieri, Milano, Solferino, ISBN 9788828207436.

## Altre partecipazioni
- Stelle Come Milioni di Sonagli (tracce 1,5,9), Artgroup di Albenga (SV) (2008): CD musicale con testi e canzoni ispirati al "Piccolo Principe" di Antoine de Saint Exupéry

## Riconoscimenti
- Premio Repubblica partigiana dell'Ossola consegnato il 27 settembre 2013, a Domodossola.[7]
- Ambrogino d'oro[8]